# 農業女子はらぺ娘
『農業女子はらぺ娘』（のうぎょうじょしはらぺこ）は、2015年12月16日のNHK札幌放送局制作による「北海道発地域ドラマ」として、NHK BSプレミアムにて22時から22時59分に放送された日本のテレビドラマである。女性の農業後継者たちにより発足した農業女子ネットワーク「はらぺ娘」（2013年設立）をモデルに、農家の跡継ぎを目指し奮闘する「農業女子たち」の姿を通じて北海道農業の現在と未来を描く。主演は前田亜季。
主要キャストの芹那、バービーのほか斎藤歩、森崎博之、山本菜穂らの北海道出身の俳優が出演して、収録は北海道上富良野町、更別村ほかにて2015年3月および7月から9月にかけて行われた。

## ストーリー
北海道旭川市で、農業女性団体「はらぺ娘」のもとで、北海道内各地から農家の女性たちが集まり、農家を継ぐパートナーの男性捜しのパーティが企画されていた。「はらぺ娘」のリーダーである広瀬菜摘は、家業を継ぐことを父から反対されており、サブリーダーの沢木由佳も、農業か恋愛かの選択を迫られていた。彼女らは、収穫した野菜の直接販売、食育イベント、十勝の更別村のトラクターバンバレースなどを通じて、様々な問題に立ち向かいつつ、恋や農業に奮闘してゆく。

## キャスト
広瀬菜摘
演 - 前田亜季
はらぺ娘リーダー。
沢木由佳
演 - 芹那
はらぺ娘メンバー。
森田唯
演 - バービー
はらぺ娘メンバー。
広瀬幸雄
演 - 苅谷俊介
菜摘の父親。
広瀬洋子
演 - 曽川留三子
菜摘の母親。
奥田亮平
演 - 阿部亮平
菜摘の幼なじみ。
沢木由佳の父
演 ‐ 斎藤歩
由佳の父親。
西山雄介
演 - 田中幸太朗
今井翔太
演 - 小久保寿人
由佳の元彼。
大根の男
演 - 森崎博之（TEAM NACS）
唯に一目惚れされる。

## スタッフ
- 作 - 青木江梨花
- 音楽 - 榊原大
- 演出 - 東山充裕（NHK札幌放送局）
- 制作統括 - 金濱理卯（NHK札幌放送局）
- 制作・著作 - NHK札幌放送局

## 放送日程
NHK BSプレミアム
- 2015年12月16日 22:00 - 22:59（初回放送）
- 2016年2月21日 11:00 - 11:59（再放送）

NHK総合（北海道地域）
- 2016年3月18日 19:30 - 20:29（再放送）

NHK総合
- 2017年2月18日 15:05 - 16:04（地上波再放送 2回）